# Планетариум
Планетариум е вид научно учреждение, построено основно за научни и забавни представления относно астрономията и нощното небе или за обучение по астрономическа навигация. Терминът планетариум понякога се използва по-общо за описване на устройства или установки, чрез които се илюстрира Слънчевата система, като това може да включва и компютърен софтуер.
Преобладаваща черта на повечето планетариуми е големият куполовиден прожекционен екран – небесна сфера, върху който могат да се показват звезди, планети и други астрономически тела, които да се движат реалистично, за да се симулират комплексните движения в небето. Небесните сцени могат да се пресъздават чрез широк набор от технологии, например прецизно изработени „звездни топки“, които комбинират оптични и електромеханични технологии, диапроектори, видео и пълнокуполни прожекционни системи и лазери. Каквито и технологии да се използват, целта обикновено е да се свържат заедно, за да се симулира точно относително движение на небесните обекти. Типичните системи могат да се настроят така, че да симулират небето във всяка точка от времето, минало или настояще, и често изобразяват нощното небе така, както би изглеждало от коя да е географска ширина на Земята.
Планетариумите варират по размер от 37-метровия купол в Санкт Петербург, Русия (наречен „Планетариум номер 1“) до 3-метрови надуваеми преносими куполи, в които присъстващите седят на пода. Планетариумът на китайския Музей на науката и технологиите в Пекин има най-големия капацитет в света (442 седящи места).

## История
Създаването на първия планетариум често се приписва на древногръцкия полимат Архимед. Устройството му може да предсказва движенията на Слънцето, Луната и планетите. Откриването на механизма от Антикитира, доказва, че такива устройства са съществували още през древността. Джовани Кампано (1220 – 1296) описва планетарен екваториум в своята книга Theorica Planetarum и включва инструкции относно построяването му. Готорпският глобус, създаден около 1650 г., във вътрешността си има изобразени съзвездия.
Малките размери на обичайните модели на Слънчевата система от 18 век ограничават влиянието им и към края на този век редица учени се опитват да постигнат по-едромащабни симулации на небето. По-големите устройства, обаче, често жертват астрономическата точност в името на задоволяването на публиката чрез спектакъл и внушителни образи.
Най-старият работещ планетариум, Ейсе Ейсинга, се намира в холандския град Франекер. Построен е от Ейсе Ейсинга (1744 – 1828) в хола на къщата му. Отнема му седем години за да го построи, като строежът завършва през 1781 г.
През 1905 г. Оскар фон Милер (1855 – 1934) от Техническия музей в Мюнхен поръчва подобрени версии на механични модели на Слънчевата система, а по-късно работи с Франц Майер, главен инженер в оптичната фабрика на Карл Цайс в Йена, по най-големия механичен планетариум, създаван до това време, способен да показва както хелиоцентрично, така и геоцентрично движение. Работата по устройството се прекъсва по време на Първата световна война, но то е завършено и изложено в музея през 1924 г. Планетите в него се движат по въздушни релси, задвижвани от електрически мотори. Орбитата на Сатурн в модела е 11,25 m, а 180 звезди се проектират върху стената чрез електрически крушки.
Докато този планетариум се строи, фон Милер работи във фабриката на Цейс заедно с немския астроном Макс Волф, директор на Хайделбергската обсерватория, върху съвсем нов проект, вдъхновен от работата на астрономите у дома и в чужбина. Резултатът е планетариум, който пресъздава всички нужни движения на звездите и планетите в оптичен проектор, който се монтира в центъра на зала, прожектирайки изображения върху бялата повърхност на полусферата. През август 1923 г. този модел е изпитан успешно за пръв път върху 16-метров бетонен купол във фабриката на Цайс. Първото му официално представления се провежда в Техническия музей в Мюнхен на 21 октомври 1923 г.
След края на Втората световна война компанията Цайс се разделя: управлението и проектантите заминават за Западна, където създават нова фабрика, а първоначалната фабрика в Източна Германия също възобновява дейността си малко след това. Липсата на производители на планетариуми води до няколко опита за построяване на уникални модели, като например този на Калифорнийската академия на науките в Голдън Гейт Парк, който работи от 1952 до 2003 г. В Бостънския музей на науката е построен голям проектор, който участва в първия проект на планетариум, включващ планетата Уран. Повечето планетариуми пропускат Уран, тъй като той е едва забележим с невъоръжено око.
Голям подем на популярността на планетариума по света се предоставя от Космическата надпревара през 1950-те и 1960-те години, когато страхът, че САЩ може да изпусне възможността за достигане на новата космическа граница, стимулира масивна програма по инсталиране на над 1200 планетариума в гимназии из САЩ.
Американецът Арманд Спиц съзрява, че има доходоносен пазар за малки и евтини планетариуми. Първият му модел прожектира звезди от додекаедър, като така се намаляват разходите по създаването на глобус. Планетите не са механизирани, а се местят с ръка. С течение на времето се появяват нови и по-сложни модели.
През 1960-те години на пазара за планетариуми започват да се повяват и японски марки. Министерството на образованието в Япония започва да инсталира планетариуми в повечето начални училища в страната.
През 1970-те години е създадена системата за филми OmniMax, която да се използва за прожекции в планетариуми.
През 1983 г. американската компания Evans & Sutherland построяват първият проектор, показващ компютърни графики. Той се нарича Digistar I и използва векторни графики за изобразяване на звездни полета и линии. Най-новите поколения планетариуми предоставят напълно цифрова прожекционна система, която дава на оператора гъвкавостта да показва не само нощното небе от Земята, но и други изображения, включително нощното небе от отдалечени точки в пространството и времето.
В началото на 20 век в Япония започват да се продават планетариуми за домашна употреба, произвеждани от компанията Takayuki Ohira в сътрудничество със Sega. Някои от образците им са способни да прожектират по 10 000 звезди върху таван, което ги прави полу-професионални апарати.

## Куполи
- Стационарни куполи. Използват метална конструкция за закрепване на перфорирани листи, образуващи сфера. Перфорираните листи се използват за вентилационни нужди, а и за разполагане на тонколони зад купола.
- Вакуумно-рамкови куполи. С помощта на компресори между два слоя на купола, вътрешен (екран) и външен, се създава вакуум, поради което екранът заема идеална сферична форма.
- Надуваеми куполи. Особеността на тази технология е в това, че въздухът се вкарва във вътрешността на херметически затворения купол, който заема желаната форма поради по-голямото налягане в купола, отколкото атмосферното. Куполът издържа на пориви от вятър по-добре отколкото леките конструкции с рамка, което позволява куполът да се използва ефективно за кратко време (до 2 седмици на едно място).

## Традиционни електромеханични оптични проектори
Традиционният апарат за прожекции в планетариум използва куха топка с осветително тяло в нея и малка дупчица за всяка звезда. За по-ярките звезди (Сириус, Канопус, Вега) дупката трябва да е толкова голяма, за да пропуска достатъчно светлина, че се налага поставянето на малка леща в дупката, която да фокусира светлината в ярка точка върху купола. В по-късните проектори, индивидуалните ярки звезди често имат собствени проектори с формата на малки фенерчета.
Проекторът обикновено се захваща по такъв начин, че да може да се върти като цяло, за да може да симулира дневното въртене на Земята и да се променя симулирана географска дължина на Земята. Някои проектори имат две топки на противоположните краища на проектора, който има формата на дъмбел. В този случай могат да се покажат всички звезди и може да се разгледа небето от двата полюса на Земята или където и да е между тях.
По-малките проектори включват набор от звезди, Слънцето, Луната, планети и някои мъглявини. По-големите проектори могат да включват и комети и доста по-голям набор от звезди. Допълнителни проектори могат да бъдат добавяни за показване на здрача около външната част на екрана (заедно със сцени от град). Други добавят координатни линии и съзвездия, фотографии, лазери или други изображения.
Въпреки че предлагат добро изживяване за зрителя, традиционните проектори страдат от някои вродени ограничения. От практична гледна точка, ниските нива на светлина карат публиката да се нуждае от няколко минути адаптация. Освен това тези проектори не могат да се използват за показване на нощното небе извън пределите на Земята. В повечето традиционни проектори различните наслагвани системи не могат да постигнат ефекта на адекватна окултация. Това ще рече, че проектирането на планета върху звездно поле все още би показвало светещи звезди през изображението на планетата.

## Цифрови проектори
В днешно време все повече планетариуми използват цифрови технологии, за да замести системата от взаимосвързани проектори, за да се превъзмогнат някои от ограниченията им. Производителите на цифрови проектори изтъкват по-малки експлоатационни разходи и повишена надеждност на тези системи в сравнение с традиционната „звездна топка“, тъй като използват по-малко движещи се части и не се нуждаят от синхронизиране на движението в сферата от няколко отделни системи. Някои планетариуми използват традиционни оптико-механични проектори заедно с цифрови върху една сфера.
Иновационните инженерни технологии усъвършенстват цифровите планетариуми. Днес качеството на изображенията върху купола по нищо не отстъпка на съвременните кинотеатри, поради което вече се срещат и понятието „пълнокуполен кинотеатър“. Програмно вече е възможно да се използват до 64 проектора едновременно, които се управляват от един сървър. Изображението се калибрира автоматично.

## Представления
Повечето планетариуми по света предлагат представления за общата публика. Възможни са както предварително записани представления, така и представления на живо. Обикновено форматът на живо се предпочита от повечето планетариуми, тъй като експерт може да отговаря на място въпросите на публиката. От 1990-те години насам съществуват и 3D цифрови планетариуми, които добавят допълнителна свобода на водещия, тъй като позволяват симулация от всяка точка в космоса. Това преживяване може да има по-големи образователни ползи за публиката. Музиката е важна част от всяко представление, като обикновено се подбира космическа или класическа музика.

## външни връзки
Световна база данни за планетариуми (WPD)